# Teruyuki Noda
Teruyuki Noda (野田暉行 Noda Teruyuki) (født 15. maj 1940 i Mie-præfekturet, Japan, død 18. september 2022) var en japansk komponist, pianist, professor og dirigent.
Noda studerede komposition, direktion og klaver på Tokyo National University of Fine Arts and Music hos bl.a. Akio Yashiro.
Han skrev fire symfonier, orkesterværker, kammermusik, vokalværker, klaverstykker og instrumentalmusik for mange instrumenter.

## Udvalgte værker
- Symfoni "I en bevægelse" (1963) - for orkester
- Symfoni nr. 1 (1966) - for orkester
- "Koral-Symfoni" (1968) - for kor og orkester
- Symfoni nr. 2 (1982-1983) - for orkester
- Symfoniske fragmenter" (1964) - for orkester
- "Karneval" (1989) - for orkester
- "Symfonisk fresco" (1987) - for orkester